# 奥勒斯库坦

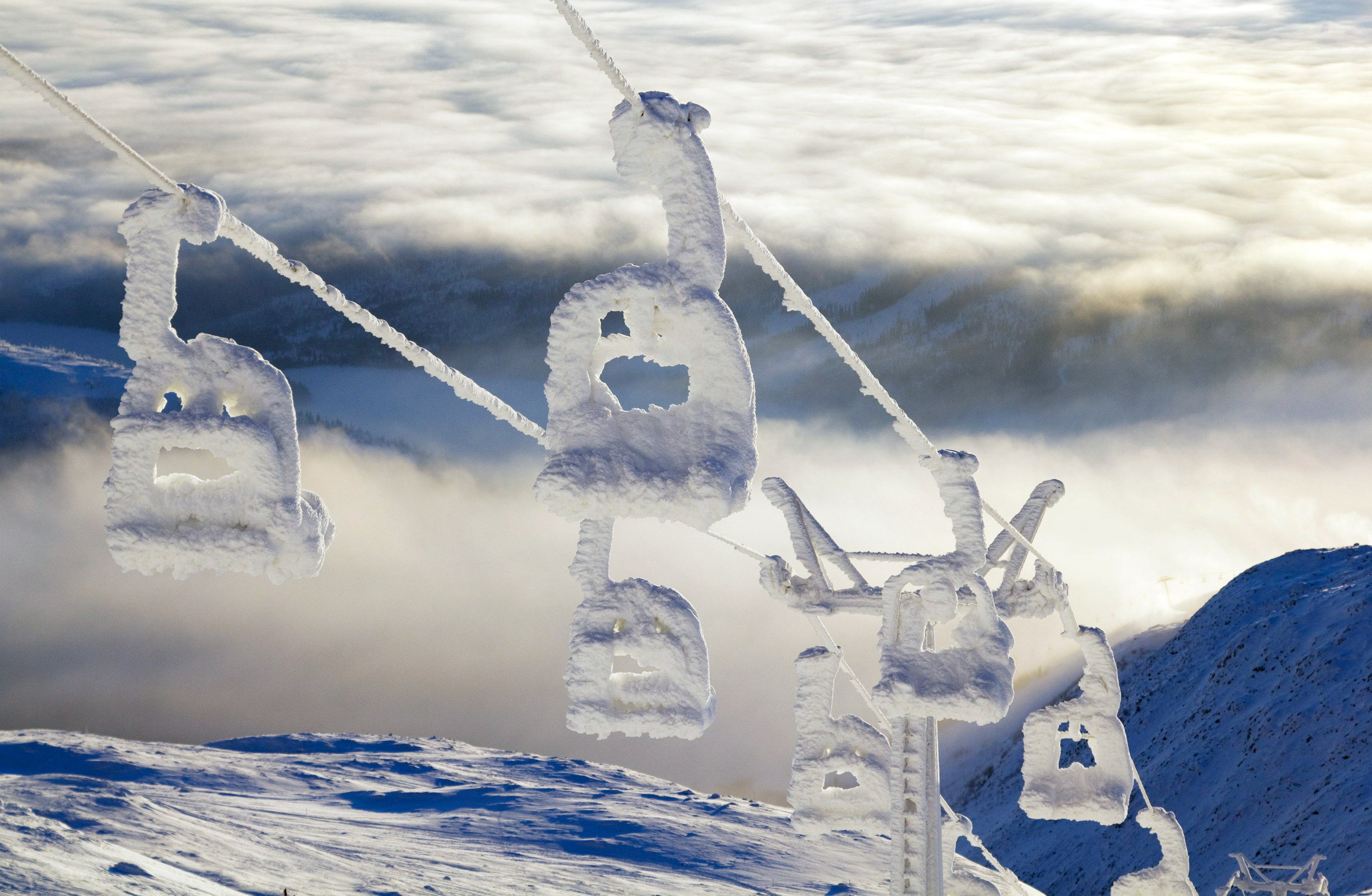
奥勒斯库坦滑雪缆车

奥勒斯库坦（瑞典語：Åreskutan）是瑞典中部耶姆特兰省奥勒市镇的一座山，海拔为 1,420米，是瑞典最出名的山峰之一，为瑞典最大的滑雪胜地，可以很方便地通过火车到达山脚。
2007年2月3日到18日，奥勒为国际滑联主办的世界高山滑雪锦标赛的举办地。1999年，奥勒为国际自行车联盟主办的山地自行车和攀爬自行车世界竞标赛举办地。